# Championnats du monde de VTT 1997
Navigation
Cairns 1996 Mont Sainte-Anne 1998
Les championnats du monde de VTT 1997 se sont déroulés à Château-d'Œx en Suisse du 18 au 21 septembre 1997.

## Médaillés

### Cross-country
| Épreuves                                    | Or               | Or              | Argent          | Argent       | Bronze            | Bronze       |
| ------------------------------------------- | ---------------- | --------------- | --------------- | ------------ | ----------------- | ------------ |
| Hommes, élites résultats détaillés          | Hubert Pallhuber | 2 h 42 min 26 s | Henrik Djernis  | + 1 min 04 s | Luca Bramati      | + 1 min 37 s |
| Femmes, élites résultats détaillés          | Paola Pezzo      | 1 h 59 min 42 s | Nadia De Negri  | + 3 min 41 s | Margarita Fullana | + 4 min 13 s |
| Hommes, moins de 23 ans résultats détaillés | Miguel Martinez  | 2 h 19 min 49 s | Cadel Evans     | + 6 min 39 s | Dario Acquaroli   | + 7 min 10 s |
| Hommes, juniors résultats détaillés         | Franz Kehl       | 1 h 52 min 21 s | Mathias Mende   | + 1 min 19 s | Marián Masný      | + 1 min 41 s |
| Femmes, juniors résultats détaillés         | Cecilia Potts    | 1 h 30 min 37 s | Helena Eriksson | + 35 s       | Anna Szafraniec   | + 46 s       |

### Descente
| Épreuves                            | Or                     | Or            | Argent              | Argent    | Bronze          | Bronze    |
| ----------------------------------- | ---------------------- | ------------- | ------------------- | --------- | --------------- | --------- |
| Hommes, élites résultats détaillés  | Nicolas Vouilloz       | 6 min 22.62 s | John Tomac          | + 6.19 s  | Cédric Gracia   | + 6.22 s  |
| Femmes, élites résultats détaillés  | Anne-Caroline Chausson | 6 min 59.92 s | Marielle Saner      | + 19.63 s | Katja Repo      | + 22.92 s |
| Hommes, juniors résultats détaillés | Mickael Pascal         | 6 min 34.49 s | David Vázquez López | + 8.01 s  | Tobias Westman  | + 10.31 s |
| Femmes, juniors résultats détaillés | Sarah Stieger          | 7 min 44.32 s | Tracy Moseley       | + 2.96 s  | Sabrina Jonnier | + 4.15 s  |